# US5
US5 е бой група, създадена по време на реалити шоуто Big in America. Членовете и са от Обединеното кралство и Съединените щати.

## История
Групата е основана от Лу Пърлман, който е основал Backstreet Boys и N'Sync.
След като е създадена през пролетта на 2005 г., те се местят в Германия за да издават първия си сингъл – Maria, който вече има GOLDEN RECORD в САЩ. Сингълът става хит номер едно в Германия и голям летен хит в други европейски държави. След това през октомври 2005, те издават първия си албум – Here We Go, който достига златен и платинен рекорд в Германия и Австрия. През 2006 г. те правят тяхното първо голямо турне в Германия, Австрия и Швейцария. След това отиват в Англия за няколко месеца, където достигат топ 40!!! През есента на 2006 г. е издаден и вторият им албум – In Control. US5 покоряват източна Европа (Полша, Русия, Чехия) и печелят GOLDEN RECORD за двата албума. След това US5 правят пътуване до Азия и голямо промоциално турне в Япония, Тайван и Тайланд. През октомври 2007 г. те бяха на турне в Европа за трети път.

## Членове
- Кристофър Ричард Стринджини „Ричи“ (2005 – 2010)
- Изи Галегос (2005 – 2010)
- Кейси Клейтън (2008 – 2010)
- Тарик Джей Кан „Джей“ (2005 – 2010)
- Джейсън Пена (2009 – 2010)
- Майкъл Джонсън „Микел“ (2005 – 2007)
- Кристоф Ватрин „Крис“ (2005 – 2008)
- Винсент Томас „Винс“ (2007 – 2009)

## Дискография

### Студийни албуми
- Here We Go (2005)
- In Control (2006)
- Around the World (2008)
- Back again (2009)

### Сингли
- Maria (2005)
- Just Because of You' (2005)
- Come Back to Me Baby' (2006)
- Mama' (2006)
- In the Club' (2006)
- One Night with You (2007)
- Rhythm of Life (Shake It Down) (2007)
- Too Much Heaven (2007)
- Round & Round (2008)
- The Boys Are Back (2008)
- Anytime (2009)

### Видео албуми
- US5-The History (2005)
- HERE WE GO-Live & Private (2006)
- US5-Live In Concert (2006)
- US5 On Holiday (2008)